# (1602) Indiana
(1602) Indiana es un asteroide que forma parte del cinturón de asteroides y fue descubierto por el equipo del Indiana Asteroid Program de la universidad de Indiana desde el observatorio Goethe Link de Brooklyn, Estados Unidos, el 14 de marzo de 1950.

## Designación y nombre
Indiana fue designado inicialmente como 1950 GF.
Posteriormente se nombró por el estado estadounidense de Indiana y la universidad homónima.

## Características orbitales
Indiana está situado a una distancia media del Sol de 2,245 ua, pudiendo acercarse hasta 2,011 ua y alejarse hasta 2,478 ua. Tiene una excentricidad de 0,1041 y una inclinación orbital de 4,162°. Emplea en completar una órbita alrededor del Sol 1228 días.